# Veigar Margeirsson
Veigar Margeirsson (* 6. Juni 1972 in Island) ist ein isländischer Komponist.

## Leben
Veigar Margeirsson erlernte im Alter von elf Jahren Trompete und Piano. Nach seinem Schulabschluss studierte er Trompete und Arrangement am Berklee College of Music. Es folgte ein Kompositionsstudium an der University of Miami, bevor er Filmkomposition an der University of Southern California studierte. Seit 1998 lebt er in Los Angeles und ist dort als freier Komponist tätig. Er komponierte Musik zu Werbespots, Filmtrailern und Filmen wie Jagd im Eis und Killer Expendables.

## Filmografie (Auswahl)
- 2003: Vermisst in der Fremde (Missing Brendan)
- 2006: Jagd im Eis (Köld slóð)
- 2010: Killer Expendables (Killer by Nature)